# Antonio Díaz García
Antonio Díaz García (Argelia, 26 de julio de 1925-Bogotá, 14 de septiembre de 2005) fue un sindicalista y político colombiano, que se desempeñó como Ministro de Comunicaciones durante la presidencia de Carlos Lleras Restrepo. Conocido como el primer Ministro Obrero de Colombia. 

## Reseña biográfica
Antonio Díaz García, nació en un hogar de campesinos que desarrollaban labores de cultivo de caña, para la producción de panela, y combinaban los oficios de arriería, los cuales desempeñó desde muy temprana edad, junto a su padre y hermanos.
A mediados de los años 40, emigró del campo a la ciudad de Medellín, donde cursó estudios secundarios y de teología en el seminario mayor. Renunció a sus estudios de seminarista y se vinculó como obrero en la Fábrica de Galletas y Confites NOEL, donde fue Presidente del Sindicato. 
Estuvo casado con la también antioqueña Doña Bertha Gaviria de Díaz con quien tuvo 8 hijos.  
Adelantó estudios de Economía y Alta gerencia programados por INCOLDA, también de importantes seminarios de conocimiento social en la Universidad de Lovaina en Bélgica, siendo a la vez por varios años, consejero del Centro Interamericano para el Desarrollo del Conocimiento en la Formación Profesional CINTERFOR de Turín (Italia), Organismo de la OIT.
En 1954 fue Presidente de la Unión de Trabajadores de Antioquia UTRAN – UTC y desde allí se le conoce como Promotor e Inspirador en la implantación del Subsidio Familiar en Colombia, acompañando también la creación de la Primera Caja de Compensación del país, COMFAMA.
Díaz García, figura principal en la creación del Servicio Nacional de Aprendizaje (SENA), hechos que se consolidaron en 1957 con las negociaciones efectuadas con la entonces Junta Militar que gobernaba el país.
Fue Presidente y Secretario General de la entonces Unión de Trabajadores de Colombia (UTC) y lideraba el ala sindical, que reclamaba la salida del General Rojas Pinilla del poder.
Como Ministro de Comunicaciones en el Gobierno de Lleras Restrepo, puso en marcha los nuevos servicios de comunicaciones satelitales, inaugurando la entonces Estación Terrena de Chocontá y ampliando los programas de cubrimiento nacional para los entonces denominados Territorios Nacionales.
Afianzó la modernidad en el servicio de correos y concentró su atención en la televisión pública a través del entonces INRAVISION, inauguró el canal 11, llevando la Televisión Educativa en los grados de primaria, a amplias zonas del territorio Nacional, gracias al contenido de la programación radial y televisiva.
Presidió el Consejo Nacional del SENA durante más de 17 años y fue Gerente Regional de Bogotá, Cundinamarca y Territorios Nacionales de dicha institución en los Gobiernos de Alfonso López Michelsen y Julio Cesar Turbay Ayala. Concentrando su labor, en la expansión formativa del SENA en las regiones y zonas más apartadas como el Meta, Vaupés, Vichada y la Amazonia, brindando servicios a la comunidad campesina e indígena en distintas regiones del país.
Fue Embajador Plenipotenciario en Naciones Unidas, Director de Servicios de la Caja de Compensación COMFENALCO de Bogotá.
Sus aportes en el mundo del trabajo, le valieron importantes reconocimientos públicos y condecoraciones en la vida nacional, siendo uno de los últimos, haber sido seleccionado como el Sindicalista del Siglo XX".
Durante casi dos décadas, los distintos Presidentes de la República, lo designaron representante de los trabajadores ante la junta directiva del entonces Instituto de Crédito Territorial y su papel con relación a defender importantes programas de vivienda digna para trabajadores, dejaron huella en las principales ciudades del país.
En el Gobierno de Belisario Betancur, fue Secretario General del Ministerio de Trabajo y Seguridad Social. Y ocupó durante 6 años la Gerencia Regional en Bogotá del Instituto de Seguros Sociales, desde donde emprendió importantes programas para el adulto mayor, los discapacitados y los pacientes de alta complejidad clínica.
Se conoció también, por su compromiso y apoyo en las causas del sector cooperativo y en la defensa e institucionalización del consumidor, pues junto con Ariel Armel, hicieron visible el reconocimiento a los consumidores.
Hizo parte del Círculo de Obreros, dando apoyo al denominado Grupo Social y a sus entidades como el hoy denominado Banco Caja Social.
Promovió la creación de la Caja de Compensación COMPENSAR en Bogotá y fue Presidente de su Consejo.
Formó parte también, del selecto grupo de personalidades que promovieron a través de la Fundación FIEL, el pensamiento Social del Papa Juan Pablo II, en el campo social de las relaciones obrero patronales que surgieron de sus intervenciones y encíclica, luego de que éste realizara su primera visita a Colombia.
Director de la Fundación Para el Desarrollo Social FUNDESARROLLO. Y Presidente de la Asociación Nacional de Pensionados ANPISS, organización desde donde defendió no solo los derechos de los pensionados y del adulto mayor, sino también la institucionalidad del ISS y el Régimen de Prima media
a cargo del Estado.
Falleció de una dolencia cardiaca el 4 de septiembre del año 2005 en la ciudad de Bogotá. Sus restos reposan junto a su esposa en la Parroquia de San Tarsicio de la Ciudad de Bogotá.